# 婚礼的成员
《婚礼的成员》（英語：The Member of the Wedding）美国女性小说家卡森·麦卡勒斯的长篇小说。该书曾由作者本人改编成戏剧，在美国百老汇上演一共有501场。

## 内容
美国南方的一个小镇，住在一个12岁的小姑娘，她每天过着孤独而乏味的生活，这种生活使她产生了一种幻想，她幻想去参加哥哥的婚礼，而后跟着哥哥嫂嫂去度蜜月，远离家乡。

## 风格
该长篇小说写出了每个人内心深处潜藏的孤独感和寂寞感，渴望爱和欢乐，曾被誉为“最孤独的心灵之歌”。

## 译著
该书简体中文版由周玉军翻译。